# Creutzfeldt–Jakob-szindróma
A Creutzfeldt–Jakob-szindróma (CJD) prionfertőzés okozta degeneratív neurológiai megbetegedés, a kerge marha megbetegedés emberi megfelelője.
Bár a tényleges előfordulásával kapcsolatban csak becsült adatok állnak rendelkezésre, hisz a betegség tényleges előfordulását csak akkor lehetne megállapítani, ha minden, elbutulásban elhunyt személyt boncolással orvosszakértő vizsgálna, illetve ha az agyukból vett mintát elemeznék (de ez nem történik meg), így az Alzheimer-kórnak diagnosztizált betegek egy bizonyos aránya valójában Creutzfeldt–Jakob-szindrómában szenved, ennek ellenére a szakemberek rendkívül ritka kórképnek tartják, amely az orvostudomány jelenlegi állása szerint gyógyíthatatlan, és mindenképpen halállal végződik. Az agyból vett szövettani metszetekben a mintában jellegzetes „üres lyukak” láthatóak.

## Lefolyása
Jellemző az egy év körüli lefolyás, melynek során kezdetben a szellemi teljesítőképesség fokozatosan romlik, majd gyors hanyatlásnak indul. Később akaratlan rángó mozgások és vakság jelentkezik. A végső stádiumban a beteg tartósan fekvőbeteggé válik. A halált általában a tartós ágyban fekvés következtében kialakuló másodlagos fertőzések okozzák, például felfekvési sebek elfertőződéséből adódó szepszis, vagy a tüdőgyulladás.

## Kezelés

### Kutatás
Egy 2013-ban publikált cikk szerint a Scripps kutatóintézet tudósai beszámoltak arról, hogy az Astemizole, mely egy olyan gyógyszer, melyet korábban elfogadtak emberi használatra, de később a ritkán jelentkező, súlyos mellékhatásai miatt betiltottak, anti-prion aktivitással rendelkezik, így alkalmas lehet a Creutzfeldt–Jakob-betegség gyógyítására.

## Fordítás
- Ez a szócikk részben vagy egészben a Creutzfeldt–Jakob disease című angol Wikipédia-szócikk fordításán alapul.  Az eredeti cikk szerkesztőit annak laptörténete sorolja fel. Ez a jelzés csupán a megfogalmazás eredetét és a szerzői jogokat jelzi, nem szolgál a cikkben szereplő információk forrásmegjelöléseként.

## További információ
- A creutzfel-jakob betegség
- Creutzfeldt-Jakob-kór: Egy ritka és súlyos betegség megértése
- A Creutzfeldt-Jakob betegség főbb tünetei